# Luis Alberto Gil
Luis Alberto Gil Castillo (Barbosa, Santander, 23 de octubre de 1951) es un político, sindicalista y ex-guerrillero colombiano.
Miembro del Partido Convergencia Ciudadana elegido varias veces por elección popular para integrar el Senado de Colombia.
Fue detenido el 24 de mayo de 2008 por nexos con grupos al margen de la ley y por el proceso de la parapolítica. El 17 de enero de 2012 fue condenado a siete años y medio de cárcel, así como a otros excongresistas santandereanos como Óscar Josué Reyes y Alfonso Riaño. Salió de prisión en marzo de 2012, tras cumplir menos de la mitad de la pena a la que fue condenado.
El 1 de marzo de 2019 fue capturado por sobornar a un Fiscal de la Jurisdicción Especial de Paz para incidir a favor de la extradición del exguerrillero de las FARC-EP, Jesús Santrich, a Estados Unidos, por un caso de conspiración por parte de este para traficar drogas ocurrido, presuntamente, luego de la firma del acuerdo de paz entre el gobierno colombiano y las FARC-EP el 1 de diciembre de 2017.

## Estudios
Es bachiller de la Escuela Normal Superior de Piedecuesta. Inició estudios de licenciatura en Química en la Universidad Industrial de Santander, en la década de 1970, los cuales interrumpió después de unirse al M 19, con el propósito de viajar Libia con el fin de entrenarse en ciencias militares durante seis meses.
En 2000 se graduó como licenciado en Ciencias Sociales en la Seccional El Socorro de la Universidad Libre (Colombia). Posteriormente, se especializó en Ciencias políticas y Económicas en la Universidad Autónoma de Bucaramanga y en Gerencia Pública con énfasis en Medio Ambiente y Control Fiscal  en la Universidad de Santander.

## Vida sindical
Luis Alberto Gil fue presidente del Sindicato de Educadores de Santander, SES; director de la Unión Sindical de Trabajadores de Santander, Usitras; y miembro de la Junta Nacional de la Federación Colombiana de Educadores, Fecode.

## Vida empresenarial
En 1996, participó en la creación de Solsalud Eps, empresa que terminó siendo intervenida y liquidada por Supersalud debido a irregularidades en los estados financieros y fallas en la atención a los usuarios.

## Carrera política

### Congresista de Colombia
En las elecciones legislativas de Colombia de 2002, Gil Castillo fue elegido senador de la república de Colombia con un total de 82.053 votos. Posteriormente en las elecciones legislativas de Colombia de 2006, Gil Castillo fue reelecto senador con un total de 73.742 votos.
Para ser senador, se alió con los paramilitares del Bloque Central Bolívar de las AUC.

### Destitución
En julio del 2011 fue destituido e inhabilitado por el término de veinte años por el procurador Alejandro Ordóñez quien tomó la decisión tras comprobar que Gil promovió y auspició grupos al margen de la ley, durante su período como senador de la República en los periodos constitucionales 2002-2006 y 2006-2010.

### Partidos políticos
A lo largo de su carrera ha representado los siguientes partidos:
| Partido político               | Fecha de inicio     | Fecha de fin          |
| ------------------------------ | ------------------- | --------------------- |
| Partido Convergencia Ciudadana | 20 de julio de 2002 | 11 de octubre de 2007 |

### Cargos públicos
Entre los cargos públicos ocupados por Luis Alberto Gil Castillo, se identifican:
| Cargo público                    | Partido político               | Fecha de inicio     | Fecha de fin          |
| -------------------------------- | ------------------------------ | ------------------- | --------------------- |
| Senador de la República          | Partido Convergencia Ciudadana | 20 de julio de 2006 | 31 de octubre de 2007 |
| Senador de la República          | Partido Convergencia Ciudadana | 20 de julio de 2002 | 19 de julio de 2006   |
| Diputado a la Asamblea Santander | Partido Convergencia Ciudadana | 1 de enero de 1992  | 1 de enero de 1997    |

### Iniciativas
El legado legislativo de Luis Alberto Gil Castillo se identificó por su participación en las siguientes iniciativas desde el congreso:

- Reglamentar el régimen de inhabilidades, para aspirantes a cargos de elección popular (Archivado).[8]
- Ampliar el período de los Magistrados de la Corte Constitucional, Corte Suprema de Justicia, Consejo de Estado y Consejo Superior de la Judicatura de ocho a doce años (Aprobado en primer debate, Archivado en Segundo Debate).[9]
- Declara los cerros de Bogotá "Parque Nacional Natural Bacatá" (Archivado).[10]
- Nuevo estatuto de los Derechos y Garantías del Contribuyente y del Usuario Aduanero y Cambiario (Aprobado).[11]
- Incorporación a la red nacional de carreteras una vía ubicada en el parque nacional natural de los nevados.[12]
- Permitir que el presidente de la República en ejercicio, o quien a cualquier título haya ocupado dicho cargo, pueda ser elegido hasta para un máximo de dos períodos, consecutivos o no (Aprobado).[13]